# Výčapy-Opatovce
Výčapy-Opatovce (in ungherese Vicsápapáti) è un comune della Slovacchia facente parte del distretto di Nitra, nella regione omonima.
Ha dato i natali alla scrittrice Katarína Lazarová.